# Jacob Viner
Jacob Viner (Montreal, 3 de maig de 1892 - Princeton, Nova Jersey, 12 de setembre de 1970) va ser un economista quebequès i és considerat junt amb Frank Knight i Henry Simons ser un dels mentors inspiradors de la primerenca Escola d'Economia de Chicago a la dècada de 1930. Era un personatge líder de la facultat de la Universitat de Chicago.

## Obra

### Economia
Viner es va oposar a John Maynard Keynes durant la Gran Depressió.
La seva corba de costos encara s'utilitza.
- Studies in the Theory of International Trade (1937)

### Bomba atòmica
Viner en la Conference on Atomic Energy Control in 1945, va dir que "la bomba atòmica "era el camí més barat per matar éssers humans".

## Publicacions principals
- "Some Problems of Logical Method in Political Economy", 1917, JPE
- "Price Policies: the determination of market price", 1921.
- Dumping: A problem in international trade, 1923.
- Canada's Balance of International Indebtedness: 1900–1913, 1924.
- "The Utility Concept in Value Theory and its Critics", 1925, JPE.
- "Adam Smith and Laissez-Faire", 1927, Journal of Political Economy, 35(2), pp. 198–232.
- "The Present Status and Future Prospects of Quantitative Economics", 1928, AER
- "Mills' Behavior of Prices", 1929, QJE
- "Costs Curves and Supply Curves," Zeitschrift für Nationalökonomie, 3, pp. 23–46. Reprinted in R. B. Emmett, ed. 2002, The Chicago Tradition in Economics, 1892–1945, Routledge, v. 6, pp. 192–215.
- "The Doctrine of Comparative Costs", 1932, WWA
- "Inflation as a Possible Remedy for the Depression", 1933, Proceedings of Institute of Public Affairs, Univ. of Georgia
- "Mr. Keynes on the Causes of Unemployment", 1936, QJE.
- Studies in the Theory of International Trade, 1937.
- "The Short View and the Long in Economic Policy," American Economic Review, 30(1), Part 1 1940, pp. 1–15.
- "Marshall's Economics, in Relation to the Man and to his Times", 1941, AER
- Trade Relations Between Free-Market and Controlled Economies, 1943.
- "International Relations between State-Controlled National Economies", 1944, AER.
- "Prospects for Foreign Trade in the Post-War World", 1946, Manchester Statistical Society.
- "Power Versus Plenty as Objectives of Foreign Policy in the Seventeenth and Eighteenth Centuries", 1948, World Politics
- "Bentham and J.S. Mill: the Utilitarian Background", 1949, AER
- The Customs Union Issue, 1950.
- "A Modest Proposal for Some Stress on Scholarship in Graduate Training", 1950 (reprinted in 1991)
- International Economics, 1951.
- International Trade and Economic Development, 1952.
- "Schumpeter's History of Economic Analysis," American Economic Review, 44(5), 1954, pp. 894–910.
- "`Fashion' in Economic Thought", 1957, Report of 6th Conference of Princeton Graduate Alumni
- "International Trade Theory and its Present-Day Relevance", 1955, Economics and Public Policy
- The Long View and the Short: Studies in Economic Theory, 1958.
- "Stability and Progress: the poorer countries' problem", 1958, in Hague, editor, Stability and Progress in the World Economy
- Five Lectures on Economics and Freedom, 1959 (Wabash Lectures, publ. 1991)
- "The Intellectual History of Laissez-Faire", 1960, J Law Econ
- "Hayek on Freedom and Coercion", 1960, Southern EJ
- "Relative Abundance of the Factors and International Trade", 1962, Indian EJ
- "The Necessary and Desirable Range of Discretion to be Allowed to a Monetary Authority", 1962, in Yeager, editor, In Search of a Monetary Constitution
- "Progressive Individualism as Original Sin", 1963, Canadian J of Econ & Poli Sci
- "The Earlier Letters of John Stuart Mill", 1963, Univ of Toronto Quarterly
- "The Economist in History", 1963, American Economic Review, 53(2), pp. 1–22
- "The United States as a Welfare State", 1963, in Higgenbotham, editor, Man, Science, Learning and Education
- Problems of Monetary Control, 1964.
- "Comment on my 1936 Review of Keynes", 1964, in Lekachman, editor, Keynes's General Theory
- "Introduction", in J. Rae, Life of Adam Smith, 1965.
- "Adam Smith", 1968, in Sills, editor, International Encyclopedia of Social Sciences
- "Mercantilist Thought", 1968, in Sills, editor, International Encyclopedia of Social Sciences
- "Man's Economic Status", 1968, in Clifford, editor, Man Versus Society in Eighteenth-Century Britain.
- "Satire and Economics in the Augustan Age of Satire", 1970, in Miller et al., editors, The Augustan Milieu
- The Role of Providence in the Social Order, 1972.
- Religious Thought and Economic Society, 1978.
- Essays on the Intellectual History of Economics, 1991.